# Titmouse
Titmouse, Inc. è uno studio di animazione statunitense con sede a Los Angeles. Sviluppa e produce programmi televisivi animati, lungometraggi, video musicali, titoli di sequenza, spot pubblicitari e cortometraggi. Lo studio è stato aperto nel 2000 e gli uffici sono collocati a Los Angeles, New York e Vancouver. Ha prodotto le serie animate Motorcity per Disney XD e Metalocalypse, China, IL, Superjail! e Black Dynamite per Adult Swim.

## Storia

### Fondazione e sviluppo
Il co-fondatore Chris Prynoski ha iniziato a lavorare per MTV, a New York, in serie televisive come Daria, Beavis and Butt-Head e Downtown, quest'ultima creata dallo stesso Prynoski e nominata per un Primetime Emmy Awards. Nei primi anni 2000, Prynoski ha aperto una piccola azienda di magliette insieme a sua moglie Shannon Prynoski. Tuttavia, dopo aver ricevuto più richieste per le produzioni animate che per le magliette, hanno deciso di abbandonare la serigrafia a favore dell'animazione. Prynoski si è quindi trasferito in California e ha aperto uno studio di animazione chiamato Titmouse, Inc. I due hanno assunto anche il noto direttore artistico francese Antonio Canobbio. Nel 2009, Titmouse ha deciso di aprire una divisione incentrata sui videogiochi.
Nel 2010, a causa di progetti come Metalocalypse, Superjail! e The Venture Bros. per Cartoon Network, la società ha dovuto ampliare e aprire uno studio gemello a New York City. Lo studio californiano ha anche aggiunto una società interamente controllata chiamata Robin Redbreast, che è stata poi sindacalizzata per produrre Motorcity per Disney XD.
La compagnia ha un canale YouTube chiamato Rug Burn, lanciato a dicembre 2012 insieme a Six Point Harness, dove sono presenti altre serie animate.
Nell'aprile 2016, Titmouse ha pubblicato il suo primo lungometraggio intitolato Nerdland. Il film è vietato ai minori ed è interpretato da Paul Rudd e Patton Oswalt.

## Opere di animazione

### Animazione per bambini

#### Anni 2000
- Megas XLR (Episodi 1–13) (2004) (Cartoon Network) (Produzione di animazione all'estero: Digital eMation ( Corea), Sunmin Image Pictures ( Corea), Sunwoo Entertainment ( Corea))

#### Anni 2010
- Mad (Stagioni 1) (2010–2011) (Cartoon Network/DC Comics/Warner Bros.) (Produzione di animazione all'estero: Cyber Chicken ( Corea))
- Motorcity (2012–2013) (Disney XD) (Produzione di animazione all'estero: Incessant Rain Studios ( Nepal))
- Randy - Un Ninja in classe (Randy Cunningham: 9th Grade Ninja) (2012–2015) (Disney XD) (Produzione di animazione all'estero: Boulder Media ( Irlanda))
- Turbo FAST (2014–2016) (Netflix/Dreamworks) (Produzione di animazione all'estero: Dong Woo Animation ( Corea), Hanho Heung-Up ( Corea), Sunmin Image Pictures ( Corea))
- Breadwinners - Anatre fuori di testa (Breadwinners) (2014–2016) (Nickelodeon)
- Kirby Buckets (2015–2017, Ibrido tra animazione e live-action) (Disney XD)
- Home - Le avventure di Tip e Oh (Home: Adventures with Tip and Oh) (2016–2018) (Netflix/Dreamworks)
- Verme del futuro (Future-Worm!) (2016–2018) (Disney XD)
- Hanazuki (Hanazuki: Full of Treasures) (2017–2019) (Discovery Family/Hasbro) (Produzione di animazione all'estero: Inspidea ( Malaysia))
- Niko e la spada di luce (Niko and the Sword of Light) (2017–2019) (Amazon Prime Video) (Produzione di animazione all'estero: Hanho Heung-Up ( Corea))
- Riccioli d'Oro e Orsetto (Goldie and Bear) (Stagioni 2) (2017–2018) (Disney Junior) (Produzione di animazione all'estero: ICON Creative Studios ( Canada))
- Piccolo grande fantastico (Little Big Awesome) (2018) (Amazon Prime Video)
- Le epiche avventure di Capitan Mutanda (The Epic Tales of Captain Underpants) (2018–2020) (Netflix/Scholastic/Dreamworks) (Produzione di animazione all'estero: Digital eMation ( Corea) (Solo Stagioni 1), Inspidea ( Malaysia))
- T.O.T.S. - Trasporto Organizzato Teneri Supercuccioli (T.O.T.S. - Tiny Ones Transport Service) (2019–2022) (Disney Junior) (Produzione di animazione all'estero: ICON Creative Studios ( Canada))
- Mao Mao e gli eroi leggendari (Mao Mao: Heroes of Pure Heart) (2019–2020) (Cartoon Network) (Produzione di animazione all'estero: Inspidea ( Malaysia))
- La prossima fantastica avventura di Archibald (Archibald's Next Big Thing) (2019–2021) (Netflix/Boxing Clever Publishing/Dreamworks) (Produzione di animazione all'estero: Ink Animation ( Australia))

#### Anni 2020
- Cleopatra in Space (2020–2021) (Hulu/Scholastic/Dreamworks) (Produzione di animazione all'estero: DigiToonz Media & Entertainment ( India))
- Animaniacs (2021–2023) (Hulu/Warner Bros.) (Produzione di animazione all'estero: Giant Ant ( Canada), Ink Animation ( Australia), Snipple Animation Studios ( Filippine) (Solo Stagioni 1), Tonic DNA ( Canada) (Solo Stagioni 1), Yowza! Animation ( Canada) (Solo Stagioni 1–2), Tiger Animation ( Corea) (Solo Stagioni 2), Digital eMation ( Corea) (Solo Stagioni 2–3), Saerom Animation ( Corea) (Solo Stagioni 2–3), Birdo Studio ( Brasile) (Solo Stagioni 3), Flystudio ( Malaysia) (Solo Stagioni 3))
- Kinderwood (2021) (Amazon Prime Video/Noggin)
- Baby Shark's Big Show! (2021–in corso) (Nick Jr./Pinkfong)
- We the People (2021) (Netflix) (Produzione di animazione all'estero: Ink Animation ( Australia))
- I Love Arlo (I Heart Arlo) (2021) (Netflix) (Produzione di animazione all'estero: Ink Animation ( Australia), Inspidea ( Malaysia))
- Maya e i tre guerrieri (Maya and the Three) (2022) (Netflix) (Produzione di animazione all'estero: Tangent Animation ( Canada))
- Professione Spia (Harriet the Spy) (2022–in corso) (Apple TV+/HarperCollins) (Produzione di animazione all'estero: Digital eMation ( Corea))
- Trivia Quest (2022) (Netflix)
- Anatra e Oca (Duck & Goose) (2022–in corso) (Apple TV+/Penguin Random House)
- Mio papà a caccia di alieni (My Dad the Bounty Hunter) (2023–in corso) (Netflix)
- Kiff (2023–in corso) (Disney Channel) (Produzione di animazione all'estero: Yearim Productions ( Corea))
- Super Turbo Story Time (2023–in corso) (MotorTrend+) (Produzione di animazione all'estero: Inspidea ( Malaysia))
- Rana e Rospo (Frog and Toad) (2023–in corso) (Apple TV+/HarperCollins)
- Pupstruction (2023–in corso) (Disney Junior) (Produzione di animazione all'estero: Rainbow S.p.A. ( Italia))
- Jentry Chau contro il regno dei demoni (2024) (Netflix)

#### Film
- Team Hot Wheels: The Skill to Thrill! (2015) (Mattel) (Produzione di animazione all'estero: Incessant Rain Studios ( Nepal))
- Team Hot Wheels: Build the Epic Race! (2016) (Netflix/Mattel) (Produzione di animazione all'estero: Incessant Rain Studios ( Nepal))
- TMNT Half-Shell Heroes: Blast to the Past (2016) (Nickelodeon/Playmates Toys/Spin Master)
- Team Hot Wheels: Search for the 5th Driver! (2018) (Netflix/Mattel) (Produzione di animazione all'estero: Incessant Rain Studios ( Nepal))
- Teen Titans Go! - Il film (Teen Titans Go! To the Movies) (2018) (Cartoon Network/DC Comics/Warner Bros.)
- Next Gen (2018) (Netflix/Alibaba Pictures) (Produzione di animazione all'estero: Tangent Animation ( Canada))
- Il drago dei desideri (Wish Dragon) (2021) (Netflix/Sony Pictures/Tencent Pictures) (Produzione di animazione all'estero: Base FX ( Cina))
- Arlo il giovane alligatore (Arlo the Alligator Boy) (2021) (Netflix) (Produzione di animazione all'estero: Ink Animation ( Australia))
- Spider-Man: Across the Spider-Verse (2023) (Sony Pictures/Marvel Comics)
- Taz: Quest for Burger (2023) (Warner Bros.)
- Trolls 3 - Tutti insieme (Trolls Band Together) (2024) (Dreamworks/Universal)
- Baby Shark's Big Movie! (2024) (Paramount+/Nick Jr./Pinkfong)

### Animazione per adulti

#### Anni 2000
- Metalocalypse (2006–2013) (Adult Swim)
- G.I. Joe: Resolute (2009) (Adult Swim/Hasbro)
- DJ & the Fro (2009) (MTV)
- Slasher School (2009) (G4)

#### Anni 2010
- Black Panther (2010) (BET/Marvel Comics)
- Superjail! (Stagioni 2–4) (2011–2014) (Adult Swim)
- The Venture Bros. (Stagioni 5–7) (2011–2018) (Adult Swim) (Produzione di animazione all'estero: Digital eMation ( Corea))
- China, IL (2012–2015) (Adult Swim/Neely Comics) (Produzione di animazione all'estero: Hanho Heung-Up ( Corea))
- Black Dynamite (Stagioni 1) (2012) (Adult Swim) (Produzione di animazione all'estero: Dong Woo Animation ( Corea), Hanho Heung-Up ( Corea), Studio Mir ( Corea))
- TripTank (2014–2016, Solo "Jerk Chicken" segmenti) (Comedy Central)
- Liquid Television (2014) (MTV/BBC)
- King Star King (2014) (Adult Swim)
- Moonbeam City (2015) (Comedy Central)
- Brad Neely's Harg Nallin' Sclopio Peepio (2016) (Adult Swim/Neely Comics)
- Son of Zorn (2016–2017, Ibrido tra animazione e live-action) (Fox)
- Big Mouth (2017–in corso) (Netflix) (Produzione di animazione all'estero: Yearim Productions ( Corea), Yeson Entertainment ( Corea))
- Ballmastrz: 9009 (2018–2020) (Adult Swim)
- Tigtone (2019–2020) (Adult Swim)
- Bless the Harts (2019–2021) (Fox) (Produzione di animazione all'estero: Digital eMation ( Corea), Yearim Productions ( Corea))

#### Anni 2020
- The Midnight Gospel (2020) (Netflix) (Produzione di animazione all'estero: Ink Animation ( Australia), Lighthouse Studios ( Irlanda))
- Star Trek: Lower Decks (2020–in corso) (Paramount+) (Produzione di animazione all'estero: Ink Animation ( Australia))
- Devil May Care (2021) (SyFy) (Produzione di animazione all'estero: Inspidea ( Malaysia))
- Q-Force (2021) (Netflix/Universal) (Produzione di animazione all'estero: Ink Animation ( Australia), Inspidea ( Malaysia))
- The Harper House (2021) (Paramount+/Neely Comics) (Produzione di animazione all'estero: Inspidea ( Malaysia))
- Chicago Party Aunt (2021–2023) (Netflix)
- Fairfax (2022) (Amazon Prime Video)
- La leggenda di Vox Machina (The Legend of Vox Machina) (2022–in corso) (Amazon Prime Video) (Produzione di animazione all'estero: Production Reve ( Corea))
- The Boys presenta: Diabolico! (The Boys Presents: Diabolical) (2022) (Amazon Prime Video/Dynamite Entertainment Comics/Sony Pictures) (Produzione di animazione all'estero: Snipple Animation Studios ( Filippine))
- Human Resources (2022–2023) (Netflix) (Produzione di animazione all'estero: Yeson Entertainment ( Corea))
- Beavis and Butt-head (2022–in corso) (Paramount+) (Produzione di animazione all'estero: Inspidea ( Malaysia), Snipple Animation Studios ( Filippine) (Solo Stagioni 1))
- Pantheon (2022–in corso) (AMC+/Amazon Prime Video) (Produzione di animazione all'estero: DR Movie ( Corea), Tiger Animation ( Corea))
- Agent Elvis (2023–in corso) (Netflix/Sony Pictures) (Produzione di animazione all'estero: Combo Studio ( Brasile))
- Digman (Digman!) (2023–in corso) (Comedy Central)
- Royal Crackers (2023–in corso) (Adult Swim) (Produzione di animazione all'estero: Inspidea ( Malaysia))
- Scavengers Reign (2024–in corso) (Max)
- Among Us (2024–in corso) (CBS)
- Mighty Nein (annunciata) (Amazon Prime Video)

#### Film
- Baton (2009) (Produzione di animazione all'estero: Tsuburaya Productions ( Giappone))
- Freaknik: The Musical (2010) (Adult Swim)
- Nerdland (2016) (Produzione di animazione all'estero: Incessant Rain Studios ( Nepal), Khara ( Giappone), Toonz Animation India ( India), Trigger ( Giappone))
- Neo Yokio: Pink Christmas (2018) (Netflix) (Produzione di animazione all'estero: Digital eMation ( Corea))
- Beavis & Butt-Head alla conquista dell'universo (Beavis and Butt-Head Do the Universe) (2022) (Paramount+) (Produzione di animazione all'estero: Ink Animation ( Australia))
- The Venture Bros.: Radiant Is the Blood of the Baboon Heart (2023) (Adult Swim)
- Metalocalypse: Army of the Doomstar (2023) (Adult Swim)